# カトリック島原教会
カトリック島原教会（カトリックしまばらきょうかい）は、長崎県島原市にある、キリスト教（カトリック）の聖堂。

## 解説
当教会の信徒は江戸時代の島原の乱後に転入してきた信徒の子孫である。なぜなら、土着の信徒は島原の乱にて全滅してしまったからである。
管内には主な殉教地だけでも6ヶ所、教会跡8ヶ所、 セミナリヨ跡1ヶ所 、キリシタン墓碑にいたってはいたるところにある。

## 沿革
旧島原教会が老朽化のため1997年12月13日、島本大司教の祝別後、献堂ミサと落成式を挙行。同教会は島原半島殉教者にささげた記念聖堂として、二十六聖人の殉教四百年と島原の乱から360年の節目に建設された。